# Cantharellus isabellinus
Cantharellus isabellinus é uma espécie de fungo pertencente à família Cantharellaceae.